# Vernaccia

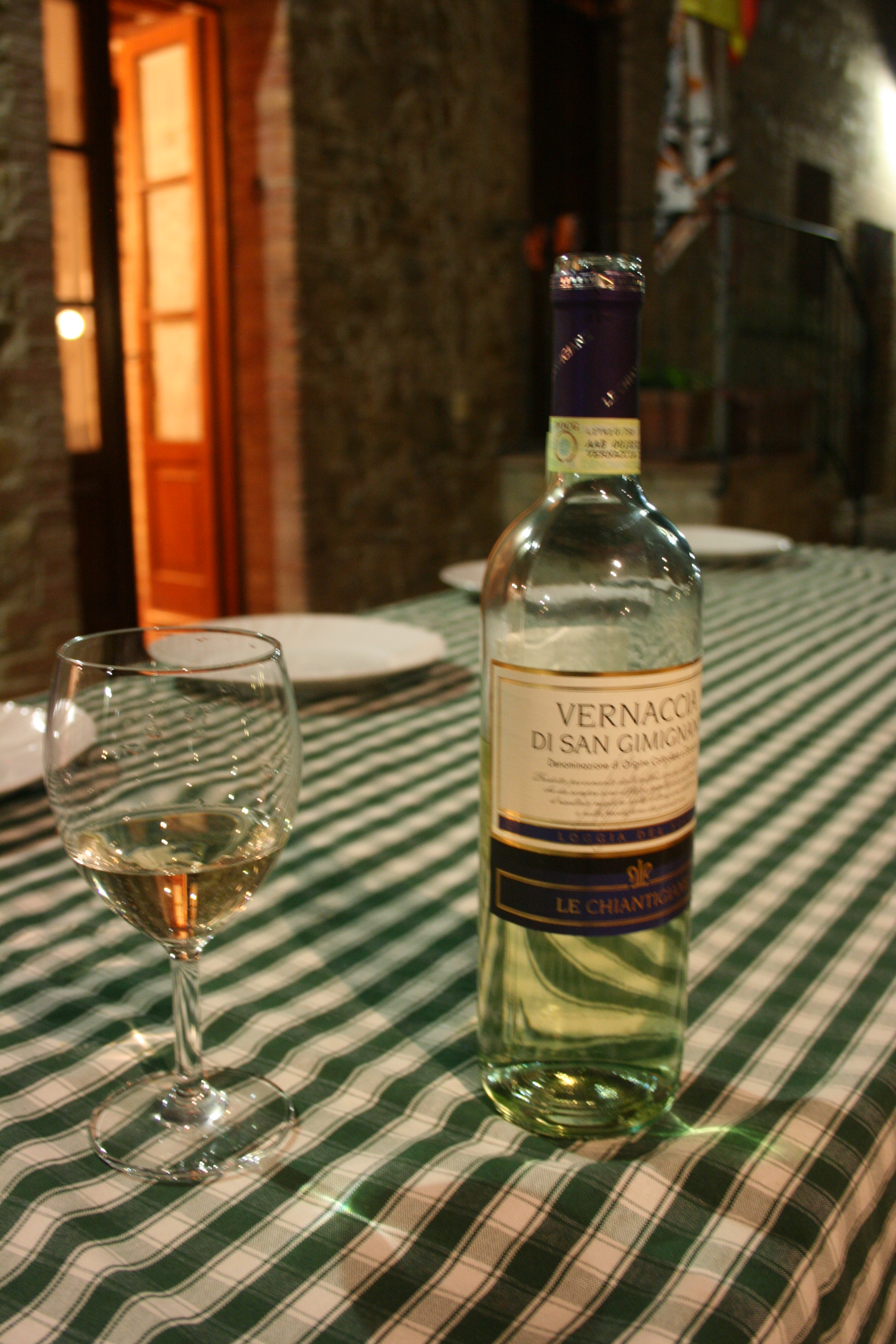
Un vino toscano de vernaccia.

La vernaccia es una uva blanca italiana habitual en los vinos de la Toscana y, sobre todo, en los de la localidad toscana de San Gimignano. Los ampelógrafos han determinado que la vid de vernaccia tiene muchos clones pero que no está relacionada con varias vides italianas conocidas con nombres iguales o similares, como la vernaccia de Cerdeña usada en Oristán para hacer vinos similares al jerez, la vernatsch de Trentino-Alto Adigio y la vernaccia de las Marcas usada para hacer vinos espumosos en Serrapetrona. Una razón del uso de este nombre puede ser que la raíz de la palabra "vernaccia" se traduce como "vernácula", lo que hace que se use para variedades locales.

## Historia
La variedad toscana vernaccia parece ser una variedad antigua. Los ampelógrafos han situado su origen en diversos lugares, como Europa del Este, la Antigua Grecia o la Antigua Roma. En la Edad Media, una uva conocida como vernage fue popular en Londres.

## Vinos
El vino de vernaccia de San Gimignano es el más conocido de esta variedad. Se trata de un vino fresco, con buena acidez y sabor a cítricos. A veces la vernaccia se mezcla con trebbiano, aunque también se producen vinos varietales.

## Otras variedades
La uva de Oristán, en Cerdeña, llamada también vernaccia es conocida como vernaccia di Oristano. La uva llamada vernaccia usada en Serrapetrona, en las Marcas, es conocida como vernaccia nera.